# Арена Фуенхіроли
36°32′12″ пн. ш. 4°37′42″ зх. д. / 36.53655° пн. ш. 4.62844° зх. д.
Арена Фуенхіроли (ісп. Plaza de Toros de Fuengirola) — арена третьої категорії та культурний центр у Фуенхіролі, провінція Малага, автономна спільнота Андалусія, Іспанія. Спочатку побудована для проведення кориди, арена була перетворена на культурно-гастрономічний простір, який приймає концерти, театральні вистави, художні експозиції та шоу ілюзіоністів. Вона стала важливим культурним майданчиком, що поєднує іспанські традиції з сучасною культурою.

## Історія

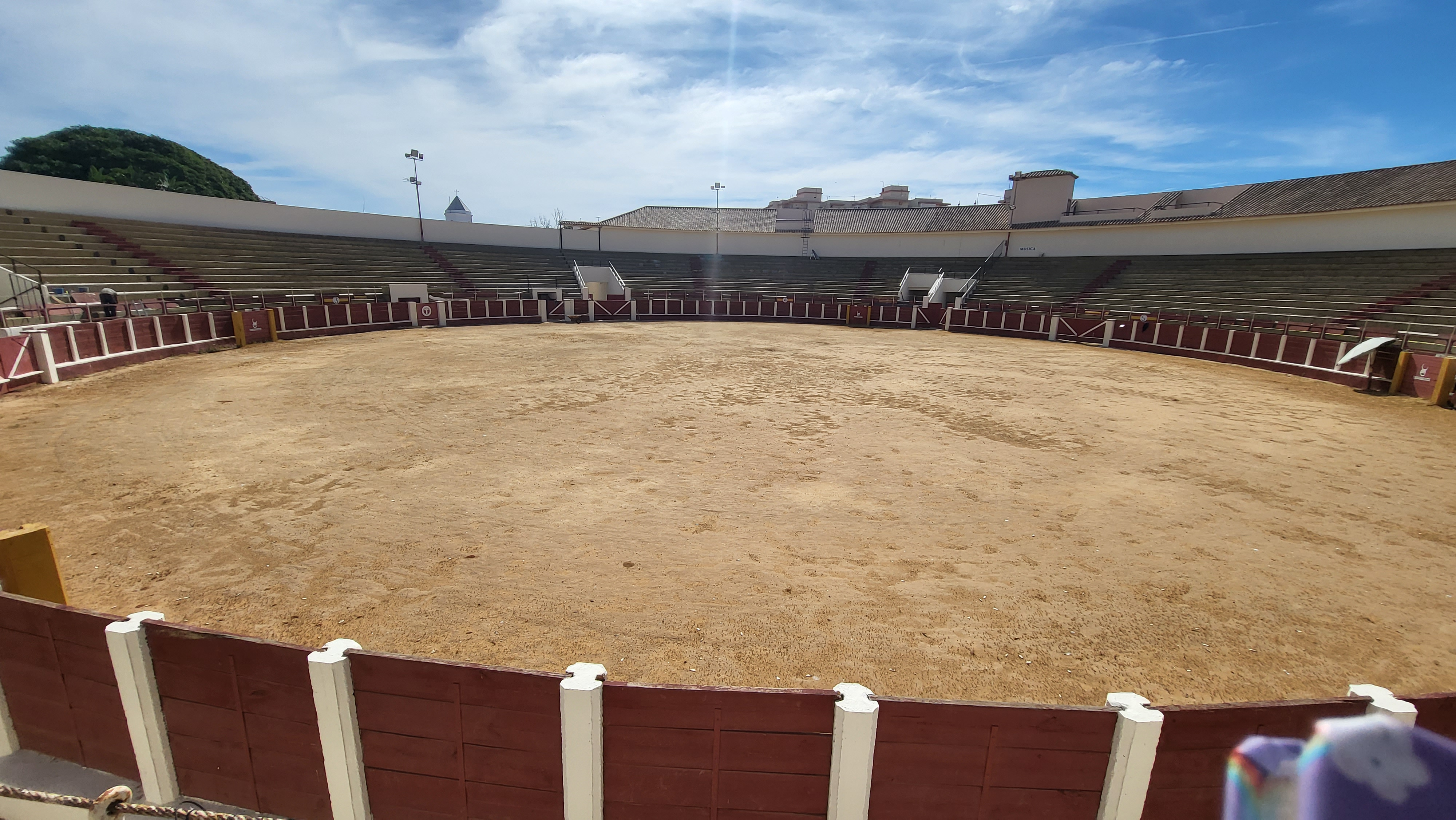
Вигляд арени зсередини

Арена була відкрита 8 липня 1962 року за участі тореадорів Сесара Хірона, Мануеля Сегури та Хосе Мартінеса Ліменьйо, а також вершника Клементе Еспаданаль, із биками від Германа Герваса.
У 2012 році арена була реконструйована, оновлено торговельну зону й поліпшено доступність. Повторне відкриття відбулося 6 жовтня з виступами Ель Кордобеса, Ель Фанді та Хуана Хосе Падільї, з биками від ферми Benjumea. Перед головним входом встановлено пам'ятник місцевому тореадору Антоніо Хосе Галану.

## Перетворення на культурний центр
У лютому 2023 року арену придбала за 4,5 млн євро шведська інвестгрупа на чолі з підприємцем Марком Скарманом через компанію Arena Solo Málaga SL.
Після більш ніж двох років реконструкції, арена відкрилася знову у травні 2025 року з новими об'єктами:
- Основна арена: Вміщує до 4 029 глядачів; площа — 2 500 м². Підходить для концертів, конференцій, приватних подій.
- Театр: 150 місць, призначений для вистав та шоу.
- Ресторан: На понад 170 гостей у залі площею 450 м².
- Chambre Séparée: Закритий зал на понад 40 осіб.
- Виставкові зони: Призначені для дегустацій, артвиставок та інших заходів.

Серед проведених шоу — «Labero's Magic World», вистава відомого шведського ілюзіоніста Джо Лаберо, яка проходила з травня до кінця червня 2025 року.

## Традиції та сучасність
Регулярні бої биків більше не проводяться через зміну культурних настроїв та турботу про права тварин. Проте школа кориди продовжує проводити заняття двічі на тиждень.
Арена також є ключовим місцем для щорічної Feria del Rosario, що проходить у жовтні, з фламенко, кінними шоу та живою музикою.

## Приміщення і місткість
Основна арена має діаметр 50 метрів та містить місця для 4 029 глядачів. Після реконструкції 2025 року додано театр, ресторан і окремий зал Chambre Séparée, що підвищило гнучкість об'єкта.

## Власність
Власником є компанія Arena Solo Málaga SL, яка займається організацією культурних подій замість традиційних боїв биків.

## Транспорт і розташування
Розташована поблизу залізничної та автобусної станцій Фуенхіроли. Є місця для паркування. Навколишній історичний центр пропонує андалузьку архітектуру, ресторани та магазини.

## Значення
Перетворення арени Фуенхіроли відображає зміни у культурній свідомості Іспанії. Нове бачення акцентує на мультикультурності, сучасному мистецтві та гастрономії, роблячи арену динамічним культурним центром.